# Jean Achille Deville
Jean Achille Deville (* 1789 in Paris; † 10. Januar 1875 ebenda) war ein französischer Gelehrter.
Deville war seit 1827 als Steuerbeamter in Rouen tätig und wurde später Direktor des dortigen Museums für Altertumskunde. Er schrieb unter anderem eine Geschichte der Abtei Saint Georges de Bocherville (Rouen 1827), des Château-Gaillard (Rouen 1829), des Schlosses und der Herren von Tancarville (Rouen 1834) und des Schlosses Arques (Paris 1839).
Zudem verfasste er einen Band über die Grabanlagen des Münsters von Rouen (Rouen 1833) und über die Baumeister der Kathedrale von Rouen bis zum Ende des 16. Jahrhunderts (1848).